# 멜라 (래퍼)
멜라(Mela, 2000년 5월 29일 ~)는 대한민국의 가수다. 2019년 싱글 《Alarm》으로 데뷔했다.

## 방송
- 하고싶은말을해라 1 (2020) - Top16